# Input
Input è un termine inglese con significato di «immettere» che in campo informatico definisce una sequenza di dati o informazioni che vengono immessi in un sistema di elaborazione tramite un dispositivo di input.
Successivamente, in particolare con l'avvento delle metodologie di gestione per processo, si è diffuso in quasi tutte le discipline, anche non tecniche, nel senso più generale di «insieme di elementi in ingresso» in un sistema per realizzare o produrre qualcosa. Nel linguaggio corrente, input è divenuto sinonimo di impulso o direttiva che consenta l'avvio di qualche opera, iniziativa o azione. 
La fortuna del termine, insieme al suo opposto output, è stata la sua sinteticità e il fatto che era molto semplice schematizzare un qualsiasi processo (non necessariamente fisico, ma anche ad esempio decisionale) con tre soli simboli: una freccia in entrata, un riquadro, una freccia in uscita.

## Input in informatica

### Dati di input
Nei primi elaboratori il più semplice dato di input era il bit, che conteneva un'informazione binaria: zero oppure uno. Era fornito con l'impostazione di un interruttore (switch) o un pulsante. Successivamente diventava un carattere quando all'elaboratore veniva connessa una tastiera; la pressione del singolo tasto veniva convertita in una serie di bit (inizialmente 5 (codice Baudot), poi 7 e 8 (codice ASCII)). Altro passo in avanti fu l'avvento delle schede perforate che permettevano di introdurre 80 caratteri alla volta. Prima delle schede perforate i dati di input erano indifferentemente istruzioni o dati di lavoro. Con l'avvento delle schede perforate si iniziò a distinguere le istruzioni dai dati di lavoro, soprattutto per il fatto che le istruzioni (di fatto il programma) erano (quasi sempre) le stesse, mentre i dati di lavoro, per loro natura, cambiavano ad ogni elaborazione. Nacque quindi il termine libreria dei programmi, ad indicare la residenza di questo specifico tipo di input. La residenza era un nastro magnetico, poi un disco magnetico.

### Comandi e istruzioni interattive
Con l'avvento delle interfacce video, prima testuali poi grafiche, è nato un nuovo tipo di input, il comando diretto. Quando il cursore è posizionato su una determinata zona del video, la pressione di un tasto, il click o doppio click del mouse o il puntamento dello stilo di un palmare, attivano una procedura di elaborazione predeterminata, che può essere di qualunque natura, anche molto complessa. La zona video può essere testuale (come i classici link HTML) e può essere un'immagine ben delimitata come un pulsante o una icona attiva. Un insieme organizzato di caselle su una o più righe costituisce un menù di scelta delle operazioni da compiere.

### Supporti, strumenti e metodi di input
Come accennato nel paragrafo precedente, per molto tempo l'input è stato strettamente correlato al suo supporto fisico e al metodo di acquisizione. Con l'avvento del teleprocessing (primi anni settanta) l'input inizia ad essere fornito anche con un mezzo nuovo, la comunicazione via filo e via radio. Le schede perforate furono sostituite gradualmente (anni ottanta) con i floppy disk da 8 pollici, nati molti anni prima, ma fino allora usati solo per scopi particolari. Questo per grandi volumi di input. Per piccoli volumi e, soprattutto, per la produzione del software era già disponibile il terminale, non più simile ad una telescrivente, ma dotato di monitor video. Dal terminale (tuttora strumento valido per determinati lavori) si è passati direttamente al personal computer, che può emulare il terminale, o meglio ancora, colloquiare con un elaboratore in rete, locale o remota. Con lo sviluppo delle applicazioni basate sul web è nato un ulteriore metodo di gestione dell'input, attraverso i form delle pagine video.

## Entry
In inglese informatico un termine attiguo a input è entry (entries al plurale). Ad esempio, nell'ambito di una tabella di configurazione di un software o di un hardware, entry è una voce, un elemento. Quindi, solitamente, non sono elementi soggetti a variabilità (input o data) ma elementi stabili. Ad esempio, nell'elenco dei sistemi avviabili di un Boot manager le varie voci sono le entries che compongono il detto elenco.